# Verr

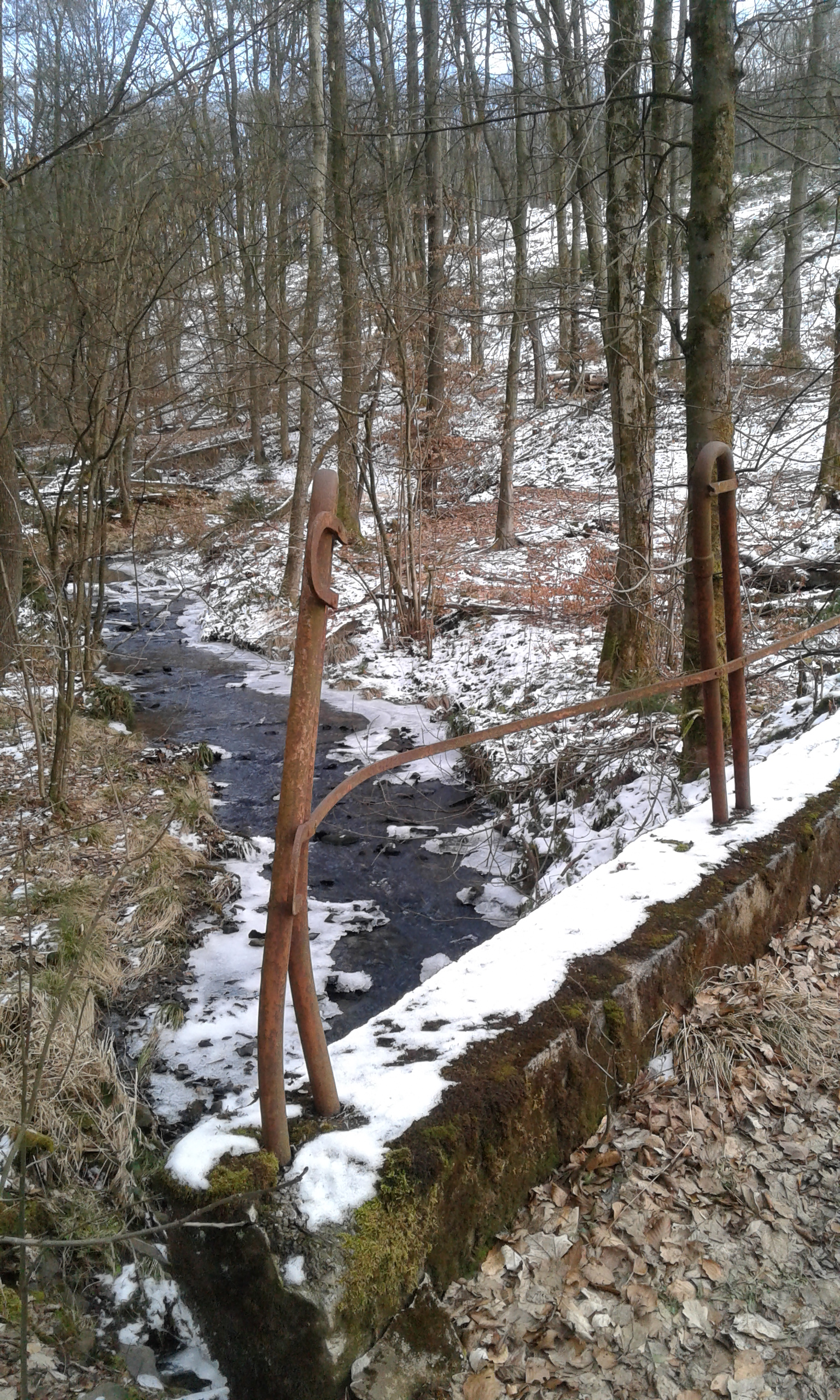
Loopebach Verrer Hütte

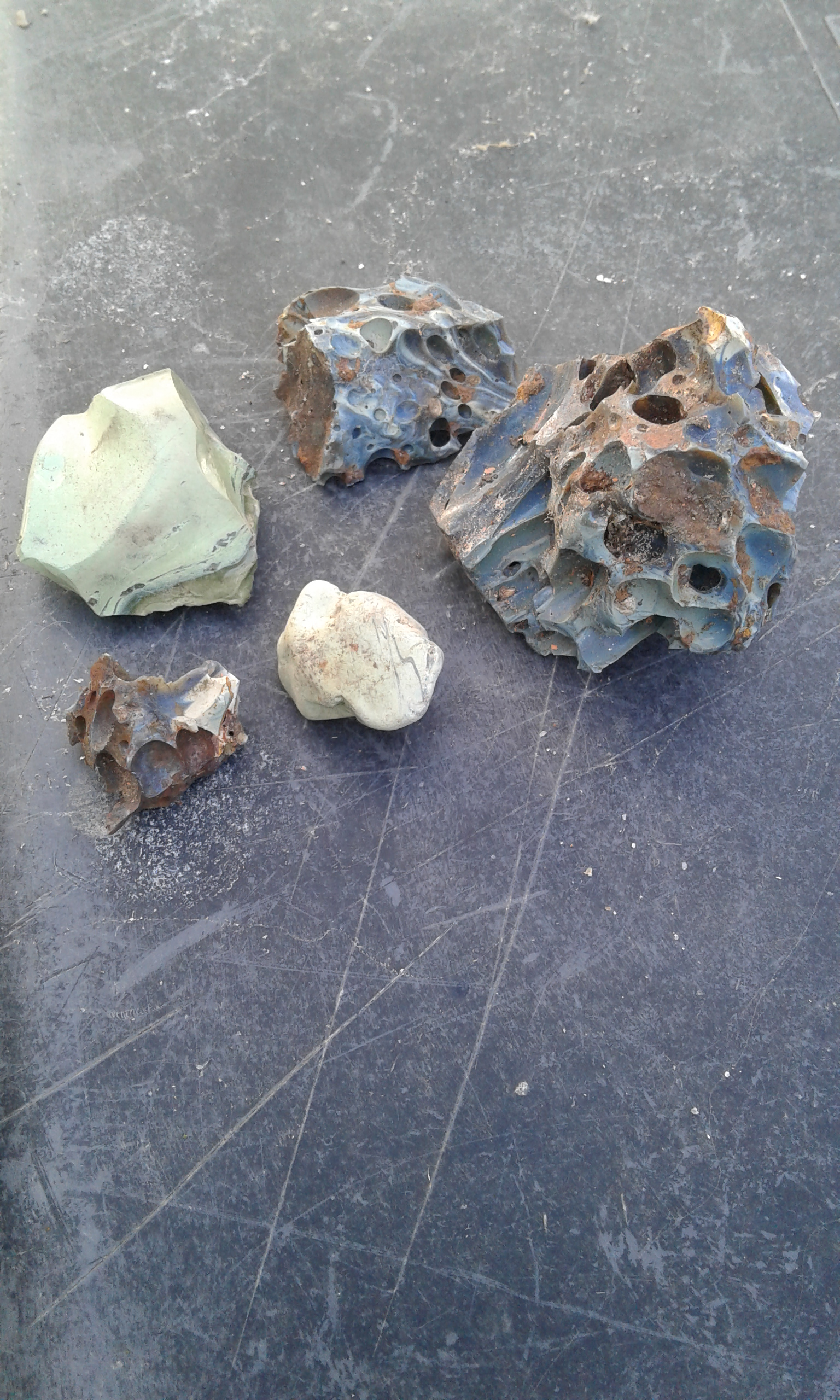
Schlacken aus der Eisenverhüttung

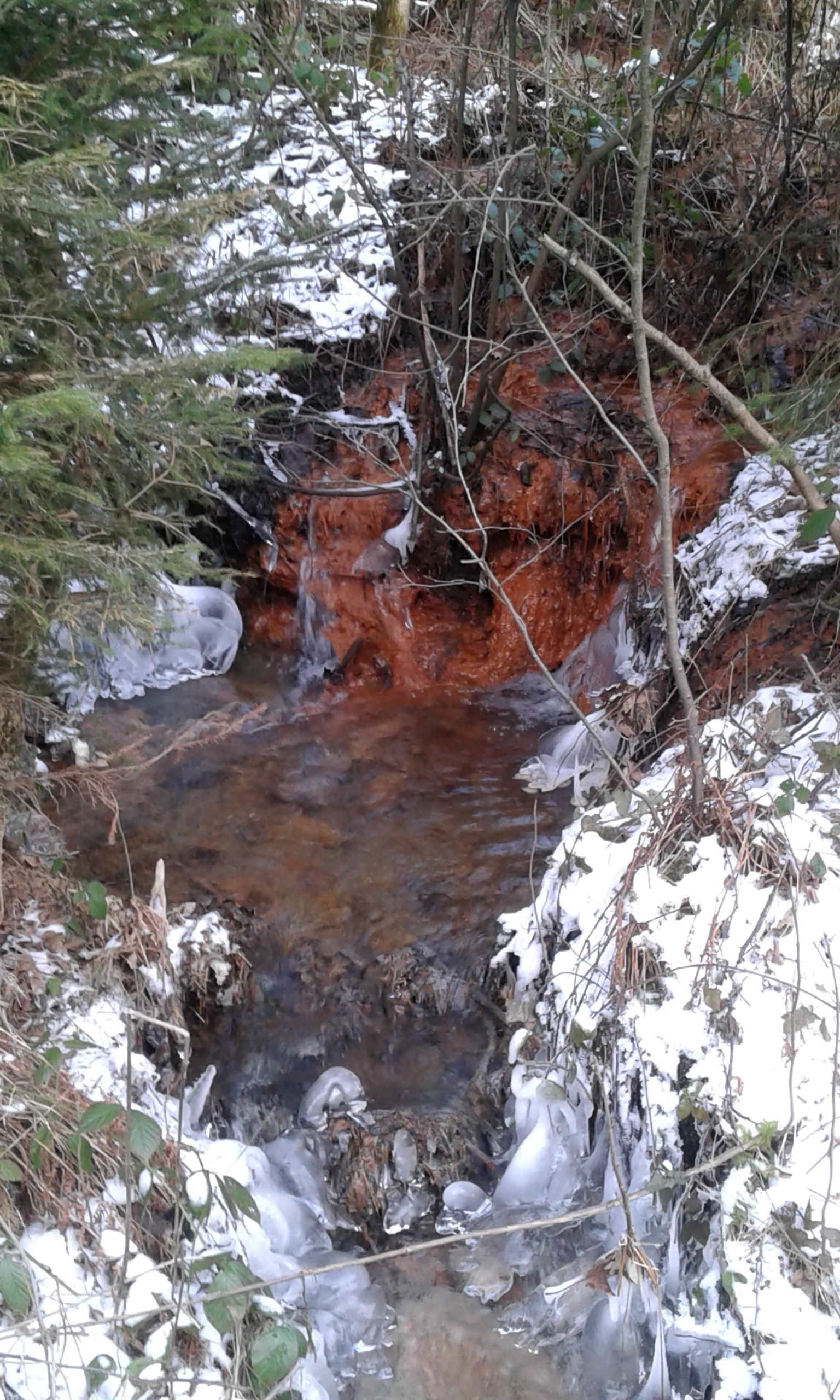
Eisenhaltige Quelle Grube Silberkaule

Verr (hommersch Verr) ist eine Ortschaft der Stadt Wiehl im Oberbergischen Kreis im Regierungsbezirk Köln in Nordrhein-Westfalen (Deutschland).

## Lage und Beschreibung
Der Ort liegt in Luftlinie rund 7 km westlich vom Stadtzentrum von Wiehl entfernt in der Nähe von Drabenderhöhe an der Grenze zur Gemeinde Engelskirchen. Verr liegt südlich der Bundesautobahn 4.

## Geschichte
1413 wurde der Ort das erste Mal urkundlich erwähnt und zwar "Kämmereirechnung für den Fronhof Lindlar". Schreibweise der Erstnennung: Veyrr. Der Weiler „Verr“ entstand während der Rodeperiode, die vermutlich mit dem beginnenden Hochmittelalter einsetze. Im Wort Verr steckt das althochdeutsche "fereha", was mit Eichen bzw. Föhren übersetzt werden kann. Deuten lässt sich Verr als einem Ort, der bei den Eichen liegt.
Die Geschichte des Weilers ist mit der des Nachbarortes Büddelhagen eng verbunden.
Im Jahr 1413 wurde der Ort das erste Mal urkundlich in der Kämmereirechnung von Sankt Severin zu Köln für den Fronhof Lindlar als „Veyrr“ erwähnt. Verr gehörte damals noch zum Kirchspiel Lindlar. In der Karte von Arnold Mercator aus dem Jahr 1575 ist der Ort als „Vehr“ eingezeichnet. In den Kirchenbüchern von Engelskirchen, Much und Drabenderhöhe heißt es 1648 ebenfalls „Vehr“, 1655 „Fähr“ bzw. 1675 „Vehr“. Auf der Ploenniskarte des Herzogtum Bergs von 1715 und auf der Wiebekingkarte von 1789 ist der Ort als „Ferr“ vermerkt. In der Rummelkarte über die Grafschaft Gimborn ist der Weiler als „Verre“ überliefert.
Im Jahr 1554 wurde Engelskirchen von der Mutterpfarre Lindlar eigenständig. Offiziell wurde Verr damit diesem Kirchspiel zugeordnet. Doch die Einwohner wechselten in dieser Zeit zur lutherischen Religion über und schlossen sich aufgrund der räumlichen Nähe der Kapelle zu Drabenderhöhe an. Die Kapelle zu Drabenderhöhe wurde gleichermaßen von den Herzögen zu Berg und den Grafen zu Sayn-Wittgenstein beansprucht, währenddessen der eigentliche Ort Drabenderhöhe zur Herrschaft Homburg gehörte. Verr dagegen lag im Herzogtum Berg und damit, wie auch das Kirchspiel Engelskirchen, im Amt Steinbach. Mit der Einigung im Siegburger Vergleich 1604, die die Grenze zwischen Homburg und Berg regelte, verblieb Verr weiterhin im Herzogtum Berg, trotz seiner protestantischen Einwohner. Diese hielten sich aber nach wie vor zur nun selbstständig gewordenen reformierten Kirchengemeinde Drabenderhöhe.
1675 erfolgte erstmal eine Personenaufnahme durch den Drabenderhöher Pastor Johannes Haas. Dabei wurden 7 Haushalte mit 39 Personen erfasst.
In dieser Liste wird auch die Familie Kauert erwähnt, die aus Verr stammte. Genannter Albert Kauert war der Neffe des in Büddelhagen wohnenden späteren Bergwerkdirektors Peter Kauert. Peter Kauert beginnt in Oberkaltenbach mit einem Großeinsatz von Geld mit dem Eisenerzbergbau. Erst nach 1719 hatte er Erfolge und grenzte sein Grube nach Belehnung des Berggericht mit 15 Pfählen ein. Die Grube hieß „des Peter Kauert 15 Löwenpfähl“. Neben dem Grubenfeld erbaute er noch eine Eisenschmelzhütte. Peter Kauert belieferte Hämmer an Agger, Leppe, Wiehl, als auch Hammerwerke in der Grafschaft Mark. Er wurde zum ersten Industriepionier der Region. Später prozessierte er gegen den Grafen von Nesselrode zu Ehreshoven, ebenfalls Besitzer von Eisenerzgruben und Reichsmarschall des Herzogtum Bergs. Trotz der Prozesskosten hinterließ er nach seinem Tode 1750 seinen Erben eine Summe von 80.000 Reichsthalern. Erst im Jahr 1871 verkaufte die Familie Kauert die Grube in Oberkaltenbach an die Firma Friedrich Krupp in Essen, die diese dann 1911 stilllegte. Der Name Kauert lässt sich unter den hiesigen Familien am weitesten zurückverfolgen. Urahn und Urgroßvater des Peter Kauert ist der Bergvogt Christian Kauert, der bereits 1616 in einer Steuerliste von Verr vermerkt war. Er dürfte wohl um 1590 geboren worden sein. Auch sein Sohn Dietrich Kauert nahm eine wichtige Position ein. Als Beerbter findet man ihn in Akten des Jahres 1649 und er führte 1664 die Erbteilung des Hauses Braunswerth als Landmesser durch. Noch weiter zurück geht der Flurnameneintrag „Die Kauwarts Brüchen“ bei Brächen auf der Mercatorkarte von 1575. Dieser Flurname existiert noch heute als „Auf den Kauerts Bröchen“ im Waldgebiet des Hipperich.
Im Jahr 1806 übernahmen die Franzosen das Herzogtum Berg und bauten im Jahr 1808 eine Zivilverwaltung auf. Die historischen Grenzen wurden dabei nicht verändert und Verr verblieb bei der Gemeinde Engelskirchen, Kreis Wipperfürth. 1815 übernahm das Königreich Preußen die Verwaltung. Seit der Kartenaufnahme von Jean Joseph Tranchot 1817 ist die Schreibweise des Ortes endgültig „Verr“.
Der Ort blieb immer ein sehr kleiner Weiler. Die Einwohnerzahlen im 19. Jahrhundert belegen dies:
- 1817 44 Einwohner
- 1828 48 Einwohner
- 1843 67 Einwohner
- 1861 49 Einwohner
- 1868 74 Einwohner
- 1885 68 Einwohner
- 1900 36 Einwohner

Dabei hatte der Ort 1843 7 Häuser und 1885 13 Häuser. Die Menschen lebten hauptsächlich von der Landwirtschaft, nicht selten waren die Männer auch in den umliegenden Bergwerken, wie der Grube Silberkaule und der Grube Bliesenbach im Loopetal beschäftigt. Auch handwerkliche Berufe, wie Zimmermann oder Maurer wurden ausgeübt. Der starke Bevölkerungsrückgang zwischen 1885 und 1900 lässt sich dadurch erklären, dass die Grube Silberkaule geschlossen wurde und einige Familien abwanderten. In der Flur Steimelsknippen westlich von Verr gibt es am Zusammenfluss des Sungsiefens und des Loopebaches bis heute noch eine Flurbezeichnung „Auf der Verrer Hütten“. Hier wurde im Mittelalter das in der Silberkaule gewonnene Eisenerz verhüttet. Schlackenhalden  dieser Verhüttung finden sich auch jetzt noch im Bereich der Brücke über den Loopebach vor dem Sungsiefen-Zufluss. Entlang der Loope hat es wohl mehrere Verhüttungsstandorte gegeben. So befinden sich im Wald in der Flur „Im Küel“ noch die Überreste einer solchen Anlage.
Als belastend empfand die Bevölkerung die politische Grenzlage des Ortes. Daher unterstützten die Einwohner aus Büddelhagen zusammen mit denen von Verr, Brächen und Anfang (alle Gemeinde Engelskirchen) 1924 einen Antrag der Orte Scheidt, Pfaffenscheid und Obermiebach (Gemeinde Much, Siegkreis) auf Eingemeindung in die Bürgermeisterei Drabenderhöhe, Kreis Gummersbach. Der Bürgermeister der katholischen Gemeinde Engelskirchen allerdings befürwortete dieses Vorhaben überhaupt nicht und übte einen sehr starken Druck auf die evangelischen Einwohner dieser Orte aus, so dass diese den Antrag im Jahr 1926 wieder zurückzogen. Im Jahr 1932 wurde dann einzig der Ort Anfang, zusammen mit Scheidt und Pfaffenscheid mit Drabenderhöhe vereinigt. Für alle anderen Orte blieb die historische kommunale Zuordnung erhalten. Hermann Lutter, der Bürgermeister der Gemeinde Drabenderhöhe versuchte noch 1933 die bei Engelskirchen und Much verbliebenen Orte auszugemeinden. Doch das nationalsozialistische Regime hatte kein Interesse an weiteren Veränderungen der Gemeindegrenzen. In den 1920er Jahren wurde Verr mit Gründung des „christlichen Erholunghauses Wald-Eck“, einer Pension ohne Gastwirtschaft, auch touristisch interessant und man warb in einem Prospekt von 1929, der vom Heimatverein Drabenderhöhe herausgegeben wurde als „Luftkurort Verr“ mit ruhiger Lage, sehr viel Wald ohne Industrie und ohne Autoverkehr. Nicht weit vom Ort entstanden 1929 ein Aussichtsturm auf dem Löher Kopf und 1932 ein Freibad in der Flur „In den Weiern“.
Mit der kommunalen Gebietsreform im Jahr 1975 wurde Verr, zusammen mit den Ortschaften Büddelhagen und Brächen, sowie dem nach dem Zweiten Weltkrieg entstandenen Löher Hof bei Drabenderhöhe in die Stadtgemeinde Wiehl, Oberbergischer Kreis eingegliedert. Bis zu diesem Zeitpunkt gehörten die Orte zum Rheinisch-Bergischen-Kreis.

## Besonderheiten
Waldreiche Umgebung: Kaltenbacher Forst, im Eigentum des Oberbergischen Kreises.

## Freizeit
- Die Ortsrundwanderwege A1 bis A5 führen am Ortsrand vorbei bzw. durch den Ort. Der Fernwanderweg X28 (Graf-Engelbert-Weg) passiert den Ort an der Nordseite.